# Пайгарм
Пайгарм — посёлок разъезда в составе  Русско-Баймаковского сельского поселения Рузаевского района Республики Мордовия.

## География
Находится у железнодорожной линии Зубова Поляна-Рузаевка на расстоянии примерно 12 км на запад от районного центра города Рузаевка.

## Население
Постоянное население составляло 16 человек (русские 87%) в 2002 году, 7 и в 2010 году .В 2022 году фактически проживает 3 человека.